# Chuck Hayes
Charles Edward „Chuck“ Hayes Jr. (* 11. Juni 1983 in San Leandro, Kalifornien) ist ein ehemaliger US-amerikanischer Basketballspieler der zehn Jahre in der NBA auflief. Trotz seiner vergleichsweise geringen Körpergröße von 1,98 Metern wurde er hauptsächlich auf den traditionellen „Big Men“-Positionen Power Forward und Center eingesetzt.

## Karriere
Hayes etablierte sich in seiner College-Zeit an der University of Kentucky als Rebound- und Defensivspezialist und war Teil jener US-Mannschaft, die 2003 an den Pan American Games teilnahmen. Er stellte sich für den NBA-Draft von 2005 zur Verfügung, wurde aber nicht ausgewählt. Ein Faktor war seine Körpergröße von 1,98 Metern, womit er für seine Stammpositionen Power Forward/Center zehn und mehr Zentimeter kleiner war als seine Konkurrenten.
Hayes wurde zu Saisonbeginn von den Rockets zum Minimalgehalt befristet als Free Agent verpflichtet, schaffte aber nicht den Sprung in den 15er-Kader und spielte dann für die Albuquerque Thunderbirds von der niederklassigen NBDL. Im Januar wurde Hayes von den Rockets ein zweites Mal als befristeter Free Agent unter Vertrag genommen und diesmal im Anschluss fest verpflichtet. Seine Aufgabe war es vor allem, die „Big Men“ Yao Ming und Juwan Howard zu entlasten und die „Drecksarbeit“ für Topscorer Tracy McGrady zu leisten.
In der darauffolgenden Saison 2005/06 spielte sich Hayes in die Stammformation, erzielte 5,6 Punkte und 6,7 Rebounds pro Spiel und war Teil jenes Teams, das die erste Playoff-Runde erreichte und in sieben Spielen an den Utah Jazz scheiterte. Als die Rockets im nächsten Jahr Luis Scola auf Hayes’ Position verpflichteten, schien er wieder Bankdrücker zu werden. Als sich aber Yao verletzte, spielten Scola/Hayes im Rockets-Frontcourt, gewannen einmal 22 Spiele in Folge, verloren jedoch wieder in der ersten Playoff-Runde gegen die Jazz.
Zur Saison 2011/12 wollte Hayes zu den Sacramento Kings wechseln, wo er einen Vierjahresvertrag über 21,3 Millionen US-Dollar unterschrieb. Sein Vertrag wurde jedoch annulliert, nachdem bei der Eingangsuntersuchung gesundheitliche Probleme diagnostiziert wurden. Nach einer weiteren eingehenden Untersuchung wurde ihm eine Spielfreigabe erteilt und er unterschrieb einen neuen Vertrag in Sacramento. Nach zwei Saisons bei den Kings wechselte er im Sommer 2013 zu den Toronto Raptors. Nachdem sein Vertrag im Sommer 2015 ausgelaufen war, absolvierte er im November 2015 nochmals zwei Spiele für die Houston Rockets, die ihn aber nicht darüber hinaus beschäftigten.
Hayes beendete 2016 seine Karriere und nahm eine Stelle als Spielerentwicklungstrainer bei den Denver Nuggets an. In dieser Funktion war er zwei Jahre, bis 2018 tätig.

## Freiwurftechnik
Hayes ist für seine seltsame Freiwurf-Technik bekannt. Anstelle einer normalen fließenden Standwurf-Bewegung stoppt er seine Handbewegung im Wurf ab, macht eine deutlich sichtbare Pause und wirft praktisch aus den Fingergelenken. Dieses Stoppen sorgte unter anderem in einem Playoff-Spiel gegen die Utah Jazz dafür, dass die Utah-Spieler zu früh in den Wurfkegel liefen und der Wurf wiederholt werden musste.
Traf Hayes im College noch normale 74 % und in seinem ersten NBA-Jahr 65 % seiner Freiwürfe, so schaffte er 2007/08 gerade einmal eine Trefferquote von 45 %. Seine Bilanz von 2008/09 (36,8 %) ist eine der schlechtesten der NBA-Geschichte. In den anschließenden Jahren hat sich Hayes’ Trefferquote aber bis auf 67 % (Saison 2011/12) gesteigert.

## Privatleben
Hayes’ Freundin gebar ihm 2007, Stunden vor dem ersten Playoffs-Match gegen die Utah Jazz, einen Jungen namens Dorian Titus Hayes.